# Cestrum glabrescens
Cestrum glabrescens är en potatisväxtart som först beskrevs av Julius Sterling Morton, och fick sitt nu gällande namn av Julian Alfred Steyermark och Maguire. Cestrum glabrescens ingår i släktet Cestrum och familjen potatisväxter. Inga underarter finns listade i Catalogue of Life.